# Бидар (Атлантски Пиринеји)
Бидар (фр. Bidart) насеље је и општина у југозападној Француској у региону Аквитанија, у департману Атлантски Пиринеји која припада префектури Бајон.
По подацима из 2011. године у општини је живело 6296 становника, а густина насељености је износила 518,19 становника/km². Општина се простире на површини од 12 km². Налази се на средњој надморској висини од 60 метара (максималној 80 m, а минималној 0 m).

## Демографија
| 1962. | 1968. | 1975. | 1982. | 1990. | 1999. | 2011. |
| ----- | ----- | ----- | ----- | ----- | ----- | ----- |
| 2.256 | 2.436 | 2.748 | 3.044 | 4.123 | 4.670 | 6.296 |

График промене броја становника у току последњих година